# Kochanowski che piange sua figlia Orsola
(L'Esposizione di Parigi del 1878 illustrata, 1879)
Kochanowski che piange sua figlia Orsola (in polacco: Jan Kochanowski nad zwłokami Urszulki, letteralmente "Jan Kochanowski sul cadavere di Urszulka") era un dipinto a olio del pittore polacco Jan Matejko, realizzato nel 1862. Attualmente non si hanno tracce dell'opera, che si ritiene sia andata perduta. Sono sopravvissuti un bozzetto ad acquerello su carta e una riproduzione silografica dell'opera compiuta.

## Storia
Il quadro venne dipinto nel 1862 e nello stesso anno venne acquistato dalla contessa Joanna de Fleurowa per 1000 rubli. Nel 1867 l'opera si trovava a Parigi, dove fu messa in vendita, mentre nel 1883 era esposta in una galleria di Amburgo. Nel 1893 era di proprietà del dottor Lewandowski a Parigi e da quel momento se ne persero le tracce.

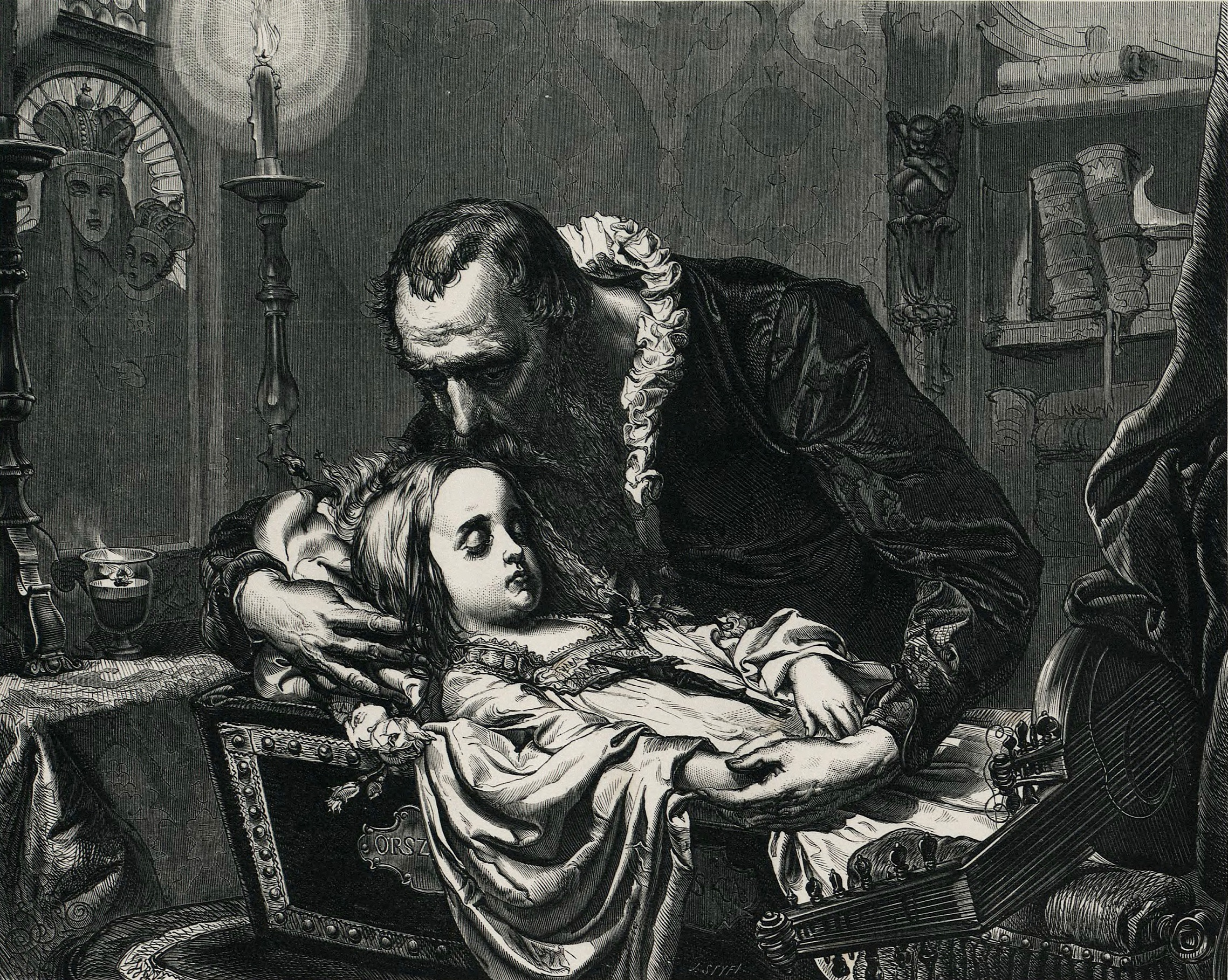
La silografia di Jan Styfi del 1866.

Una fotografia dell'opera originale venne scattata da Walery Rzewuski poco dopo che questa venne completata. Infatti, Matejko documentava i propri dipinti commissionandone delle riproduzioni fotografiche a vari fotografi famosi di Cracovia; oltre al già citato Rzewuski, si citano Awit Szubert e Juliusz Mien. Inoltre, una silografia del quadro venne realizzata dal taglialegna Jan Styfi nel 1866 per il settimanale Kłosy.
Nel 1984, l'artista Jerzy Primke ne realizzò una copia che oggi si trova al museo Jan Kochanowski di Czarnolas.

## Descrizione

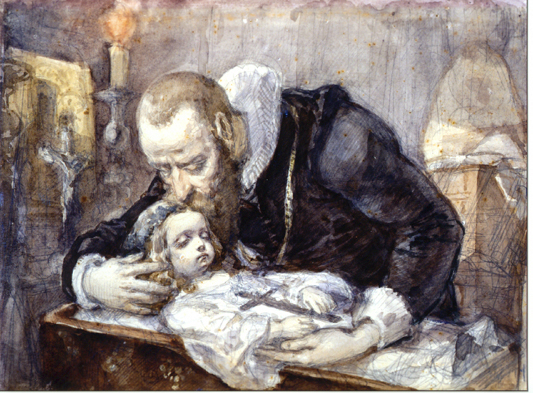
Lo studio ad acquerello su carta.

Il quadro raffigurava il poeta polacco Jan Kochanowski, considerato una delle grandi figure della letteratura polacca, dopo la scomparsa di sua figlia Urszula, od Orsola in italiano. Il poeta, chinandosi sul corpo ormai senza vita della sua bambina, l'abbraccia amorevolmente e le bacia il capo, in un ultimo segno di addio prima dei funerali. Il volto del poeta esprime tristezza, dolore e disperazione per la morte prematura della sua figlia più cara. La piccola Orsola indossa un abitino bianco e tiene fra le mani una croce. Le figure del padre e della bambina erano dipinte con dei colori vividi, così da farle risaltare rispetto al resto del quadro, che era molto più scuro. Lo sfondo era costituito da una stanza buia dove sono presenti vari mobili. A sinistra era presente un dipinto ritraente una Madonna col Bambino. Sotto il dipinto si trova una candela accesa. Nella parte destra del quadro si trovavano un libreria con alcuni libri e uno strumento musicale.